# Emptiness
「Emptiness」（原題：정말, 없니? (Emptiness)）はBoAの配信限定シングル。

## 解説
配信限定シングルとしては『LISTEN TO MY HEART -The Greatest ver.-』から約2年ぶりのシングルとなる。

## 収録曲
1. Emptiness (3:06)
作詞：BoA / 作曲：BoA、Shaun Kim、Prime time (PAPERMAKER)、Livy / 編曲：BoA、Shaun Kim